# Fussballclub Breitenrain 2018-2019
Questa voce raccoglie le informazioni riguardanti il Fussballclub Breitenrain nelle competizioni ufficiali della stagione 2018-2019.

## Stagione
Nella stagione 2018-2019 il Breitenrain, allenato da Martin Lengen, concluse il campionato di Promotion League al 10º posto. In Coppa Svizzera il Breitenrain fu eliminato al secondo turno dal Zurigo.

## Rosa
| N. |                     | Ruolo | Calciatore          |
| -- | ------------------- | ----- | ------------------- |
| 1  | Svizzera (bandiera) | P     | Leonard Kiener      |
| 2  | Svizzera (bandiera) | D     | Nicola Nilović      |
| 4  | Svizzera (bandiera) | D     | Nicolas Kehrli      |
| 6  | Svizzera (bandiera) | C     | Cristian Schwab     |
| 7  | Svizzera (bandiera) | C     | Gëzim Shalaj        |
| 9  | Croazia (bandiera)  | A     | Miroslav Konopek    |
| 10 | Svizzera (bandiera) | C     | Mirson Volina       |
| 11 | Turchia (bandiera)  | C     | Enes Ciftci         |
| 13 | Svizzera (bandiera) | C     | Eric Briner         |
| 17 | Svizzera (bandiera) | D     | Loris Lüthi         |
| 18 | Svizzera (bandiera) | A     | Artian Kastrati     |
| 19 | Svizzera (bandiera) | C     | Christoph Schneuwly |
| 20 | Svizzera (bandiera) | D     | Marco Hurter        |

| N. |                       | Ruolo | Calciatore           |
| -- | --------------------- | ----- | -------------------- |
| 21 | Svizzera (bandiera)   | D     | Raphaël Kehrli       |
| 23 | Tunisia (bandiera)    | A     | Yessin Sdiri         |
| 24 | Montenegro (bandiera) | A     | Dino Rebronja        |
| 25 | Svizzera (bandiera)   | C     | Severin Freiburghaus |
| 27 | Svizzera (bandiera)   | P     | Felix Hornung        |
| 35 | Svizzera (bandiera)   | C     | Fabian Stoller       |
|    | Svizzera (bandiera)   | P     | Jon Gnehm            |
|    | Svizzera (bandiera)   | P     | Lars Schädeli        |
|    | Svizzera (bandiera)   | D     | Sandro Galli         |
|    | Svizzera (bandiera)   | D     | Moritz Toneatti      |
|    | Svizzera (bandiera)   | C     | Andri Rüegsegger     |
|    | Portogallo (bandiera) | C     | Samuel Taveira       |

## Organigramma societario
Area tecnica
- Allenatore: Martin Lengen
- Allenatore in seconda: Andreas Bachofner, Raphaël Kehrli
- Preparatore dei portieri: Tommaso del Percio, Jon Gnehm
- Preparatori atletici:

## Calciomercato

### Sessione estiva
| Acquisti | Acquisti | Acquisti | Acquisti |
| R.       | Nome     | da       | Modalità |
| -------- | -------- | -------- | -------- |

| Cessioni | Cessioni | Cessioni | Cessioni |
| R.       | Nome     | a        | Modalità |
| -------- | -------- | -------- | -------- |

### Sessione invernale
| Acquisti | Acquisti | Acquisti | Acquisti |
| R.       | Nome     | da       | Modalità |
| -------- | -------- | -------- | -------- |

| Cessioni | Cessioni | Cessioni | Cessioni |
| R.       | Nome     | a        | Modalità |
| -------- | -------- | -------- | -------- |

## Risultati

### Promotion League
| Arbitro: | Turkes |

|                     |           |                   |
| Adjei 44’ Miani 90’ | Marcatori | 6’ (rig.) Konopek |

| Arbitro: | Thies |

|                         |           |                          |
| Kehrli 86’ Kastrati 87’ | Marcatori | 28’ Kabashi 44’ Bertelli |

| Arbitro: | Hänggi |

|                        |           |              |
| Stabile 72’ Hänggi 88’ | Marcatori | 45’ Kastrati |

| Arbitro: | von Mandach |

|                                  |           |                        |
| Kehrli 74’ Ciftci 90’ Shalaj 90’ | Marcatori | 45’ Berisha 54’ Rohner |

| Arbitro: | Ljatifi |

|  |           |           |
|  | Marcatori | 81’ Colic |

| Arbitro: | Dudic |

|            |           |              |
| Shalaj 30’ | Marcatori | 82’ Magnetti |

| Arbitro: | Gianforte |

|  |           |           |
|  | Marcatori | 36’ Lüthi |

| Arbitro: | Bosnic |

|                                                                 |           |  |
| Herger 19’, 61’ Rafhinha 56’ Giampà 72’ Schiavano 76’ Wicht 86’ | Marcatori |  |

| Arbitro: | Turkes |

|                                         |           |             |
| Briner 25’ Shalaj 44’, 79’ Kastrati 90’ | Marcatori | 67’ Alvarez |

| Arbitro: | Wolfensberger |

|                              |           |           |
| Chentouf 72’, 77’ Ndiaye 87’ | Marcatori | 59’ Lüthi |

| Arbitro: | Wolfensberger |

|  |           |                                            |
|  | Marcatori | 22’, 90’ Lahiouel 41’ Ndongo 85’ Samandjeu |

| Arbitro: | Gianforte |

|           |           |  |
| Causi 67’ | Marcatori |  |

| Arbitro: | Morais |

|                                                    |           |                        |
| Kastrati 40’, 42’, 90’ Konopek 46’, 75’ Hurter 71’ | Marcatori | 8’ Eberle 16’ Abegglen |

| Arbitro: | von Mandach |

|  |           |                                   |
|  | Marcatori | 56’ Konopek 68’ Briner 86’ Kehrli |

| Berna 3 novembre 2018, ore 16:00 CET 15ª giornata | Breitenrain  | 0 – 0 referto | Wohlen | Stadio Spitalacker (250 spett.)\| Arbitro: \| Superczynski \| |
| Arbitro:                                          | Superczynski |               |        |                                                               |

| Arbitro: | Thies |

|                   |           |              |
| Kastrati 27’, 72’ | Marcatori | 74’ Pfründer |

| Arbitro: | Jancevski |

|  |           |            |
|  | Marcatori | 49’ Briner |

| Arbitro: | Hürlimann |

|            |           |           |
| Ciftci 85’ | Marcatori | 76’ Huser |

| Arbitro: | Grundbacher |

|           |           |  |
| Kasai 77’ | Marcatori |  |

| Arbitro: | Rosset |

|  |           |              |
|  | Marcatori | 58’ Christen |

| Arbitro: | Bosnic |

|              |           |            |
| Magnetti 40’ | Marcatori | 27’ Briner |

| Arbitro: | von Mandach |

|                         |           |  |
| Ciftci 16’ Kastrati 82’ | Marcatori |  |

| Arbitro: | Ovcharov |

|  |           |                                |
|  | Marcatori | 23’ Giampà 54’ Wicht 70’ Miani |

| Arbitro: | Odiet |

|                    |           |                                           |
| Alvarez 67’ (rig.) | Marcatori | 39’ Shalaj 41’ Briner 54’ (rig.) Kastrati |

| Arbitro: | Huber |

|             |           |                                          |
| Konopek 25’ | Marcatori | 30’, 89’ Chentouf 45’ Hysenaj 82’ Delley |

| Arbitro: | Ghisletta |

|                       |           |            |
| Mejri 45’ Bavueza 63’ | Marcatori | 45’ Ciftci |

| Arbitro: | Dudic |

|                                       |           |           |
| Lanza 22’ (aut.) Sdiri 80’ Kehrli 90’ | Marcatori | 14’ Átila |

| Arbitro: | Borra |

|                                                          |           |                             |
| Holenstein 26’ Huber 29’ Abegglen 80’ Šabanović 90’, 90’ | Marcatori | 60’ (aut.), 90’ (aut.) Ivić |

| Arbitro: | Ljatifi |

|                                      |           |                                                                    |
| Kastrati 18’, 90’ (rig.) Konopek 51’ | Marcatori | 44’, 63’ Gomis 70’ (rig.) de Freitas 81’ (aut.) Schneuwly 88’ Edoh |

| Wohlen 25 maggio 2019, ore 16:00 CEST 30ª giornata      | Wohlen    | 2 – 0 referto | Breitenrain | Stadion Niedermatten (250 spett.) |
| \| \| \| \| \| Schultz 63’ Rocca 76’ \| Marcatori \| \| |           |               |             |                                   |
|                                                         |           |               |             |                                   |
| Schultz 63’ Rocca 76’                                   | Marcatori |               |             |                                   |

### Coppa Svizzera
| Arbitro: | Rothenfluh |

|            |           |                                      |
| Kohler 90’ | Marcatori | 36’ Konopek 42’ Schirinzi 50’ Ciftci |

| Arbitro: | San |

|                        |           |                                           |
| Kehrli 82’ Konopek 90’ | Marcatori | 4’ Odey 23’ Kololli 40’ Nef 90’ Rodríguez |

## Statistiche

### Statistiche di squadra
| Competizione     | Punti | In casa | In casa | In casa | In casa | In casa | In casa | In trasferta | In trasferta | In trasferta | In trasferta | In trasferta | In trasferta | Totale | Totale | Totale | Totale | Totale | Totale | DR  |
| Competizione     | Punti | G       | V       | N       | P       | Gf      | Gs      | G            | V            | N            | P            | Gf           | Gs           | G      | V      | N      | P      | Gf     | Gs     | DR  |
| ---------------- | ----- | ------- | ------- | ------- | ------- | ------- | ------- | ------------ | ------------ | ------------ | ------------ | ------------ | ------------ | ------ | ------ | ------ | ------ | ------ | ------ | --- |
| Promotion League | 38    | 15      | 6       | 4       | 5       | 28      | 28      | 15           | 5            | 1            | 9            | 16           | 26           | 30     | 11     | 5      | 14     | 44     | 54     | -10 |
| Coppa Svizzera   | -     | 1       | 0       | 0       | 1       | 2       | 4       | 1            | 1            | 0            | 0            | 3            | 1            | 2      | 1      | 0      | 1      | 5      | 5      | 0   |
| Totale           | 38    | 16      | 6       | 4       | 6       | 30      | 32      | 16           | 6            | 1            | 9            | 19           | 27           | 32     | 12     | 5      | 15     | 49     | 59     | -10 |

### Andamento in campionato
| Giornata  | 1  | 2 | 3  | 4  | 5 | 6 | 7 | 8 | 9 | 10 | 11 | 12 | 13 | 14 | 15 | 16 | 17 | 18 | 19 | 20 | 21 | 22 | 23 | 24 | 25 | 26 | 27 | 28 | 29 | 30 |
| --------- | -- | - | -- | -- | - | - | - | - | - | -- | -- | -- | -- | -- | -- | -- | -- | -- | -- | -- | -- | -- | -- | -- | -- | -- | -- | -- | -- | -- |
| Luogo     | T  | C | T  | C  | T | C | T | T | C | T  | C  | T  | C  | T  | C  | C  | T  | C  | T  | C  | T  | C  | C  | T  | C  | T  | C  | T  | C  | T  |
| Risultato | P  | N | P  | V  | V | N | V | P | V | P  | P  | P  | V  | V  | N  | V  | V  | N  | P  | P  | N  | V  | P  | V  | P  | P  | V  | P  | P  | P  |
| Posizione | 10 | 9 | 14 | 10 | 7 | 8 | 6 | 9 | 8 | 9  | 9  | 9  | 9  | 8  | 9  | 7  | 6  | 6  | 8  | 9  | 9  | 9  | 9  | 8  | 9  | 9  | 8  | 8  | 8  | 10 |

Legenda:

Luogo: C = Casa; T = Trasferta. Risultato: V = Vittoria; N = Pareggio; P = Sconfitta.

### Statistiche dei giocatori
| Giocatore       | Promotion League | Promotion League | Promotion League | Promotion League | Coppa Svizzera | Coppa Svizzera | Coppa Svizzera | Coppa Svizzera | Totale   | Totale | Totale      | Totale     |
| Giocatore       | Presenze         | Reti             | Ammonizioni      | Espulsioni       | Presenze       | Reti           | Ammonizioni    | Espulsioni     | Presenze | Reti   | Ammonizioni | Espulsioni |
| --------------- | ---------------- | ---------------- | ---------------- | ---------------- | -------------- | -------------- | -------------- | -------------- | -------- | ------ | ----------- | ---------- |
| E. Briner       | 25               | 5                | 1                | 1                | 2              | 0              | 0              | 0              | 27       | 5      | 1           | 1          |
| E. Ciftci       | 29               | 4                | 2                | 0                | 2              | 1              | 0              | 0              | 31       | 5      | 2           | 0          |
| E. Colic        | 16               | 1                | 3                | 0                | 2              | 0              | 0              | 0              | 18       | 1      | 3           | 0          |
| S. Freiburghaus | 5                | 0                | 0                | 0                | 1              | 0              | 0              | 0              | 6        | 0      | 0           | 0          |
| S. Galli        | 10               | 0                | 1                | 0                | 2              | 0              | 1              | 0              | 12       | 0      | 2           | 0          |
| J. Gnehm        | 0                | 0                | 0                | 0                | 0              | 0              | 0              | 0              | 0        | 0      | 0           | 0          |
| F. Hornung      | 29               | 0                | 3                | 0                | 1              | 0              | 0              | 0              | 30       | 0      | 3           | 0          |
| M. Hurter       | 28               | 1                | 2                | 0                | 0              | 0              | 0              | 0              | 28       | 1      | 2           | 0          |
| A. Kastrati     | 27               | 12               | 3                | 0                | 2              | 0              | 0              | 0              | 29       | 12     | 3           | 0          |
| N. Kehrli       | 11               | 0                | 0                | 0                | 0              | 0              | 0              | 0              | 11       | 0      | 0           | 0          |
| R. Kehrli       | 21               | 4                | 2                | 0                | 1              | 1              | 0              | 0              | 22       | 5      | 2           | 0          |
| L. Kiener       | 2                | 0                | 0                | 0                | 1              | 0              | 0              | 0              | 3        | 0      | 0           | 0          |
| M. Konopek      | 25               | 6                | 4                | 0                | 2              | 2              | 0              | 0              | 27       | 8      | 4           | 0          |
| L. Lüthi        | 29               | 2                | 4                | 0                | 2              | 0              | 0              | 0              | 31       | 2      | 4           | 0          |
| N. Neto         | 3                | 0                | 1                | 0                | 1              | 0              | 0              | 0              | 4        | 0      | 1           | 0          |
| N. Nilović      | 12               | 0                | 3                | 0                | 0              | 0              | 0              | 0              | 12       | 0      | 3           | 0          |
| D. Rebronja     | 14               | 0                | 0                | 0                | 0              | 0              | 0              | 0              | 14       | 0      | 0           | 0          |
| A. Rüegsegger   | 0                | 0                | 0                | 0                | 0              | 0              | 0              | 0              | 0        | 0      | 0           | 0          |
| E. Schirinzi    | 15               | 0                | 3                | 0                | 2              | 1              | 0              | 0              | 17       | 1      | 3           | 0          |
| J. Schmied      | 13               | 0                | 3                | 0                | 2              | 0              | 1              | 0              | 15       | 0      | 4           | 0          |
| C. Schneuwly    | 13               | 0                | 1                | 0                | 0              | 0              | 0              | 0              | 13       | 0      | 1           | 0          |
| C. Schwab       | 17               | 0                | 5                | 0                | 2              | 0              | 0              | 1              | 19       | 0      | 5           | 1          |
| L. Schädeli     | 0                | 0                | 0                | 0                | 0              | 0              | 0              | 0              | 0        | 0      | 0           | 0          |
| Y. Sdiri        | 17               | 1                | 2                | 0                | 0              | 0              | 0              | 0              | 17       | 1      | 2           | 0          |
| G. Shalaj       | 20               | 5                | 3                | 0                | 2              | 0              | 0              | 0              | 22       | 5      | 3           | 0          |
| F. Stoller      | 29               | 0                | 6                | 0                | 1              | 0              | 0              | 0              | 30       | 0      | 6           | 0          |
| S. Taveira      | 3                | 0                | 0                | 0                | 0              | 0              | 0              | 0              | 3        | 0      | 0           | 0          |
| M. Toneatti     | 2                | 0                | 0                | 0                | 0              | 0              | 0              | 0              | 2        | 0      | 0           | 0          |
| M. Volina       | 14               | 0                | 0                | 0                | 0              | 0              | 0              | 0              | 14       | 0      | 0           | 0          |